# محفظة الفنان
محفظة الفنان (بالإنجليزية: Artist's portfolio)‏ هي مجموعة تم تحريرها من أفضل أعمالهم الفنية التي تهدف إلى عرض أسلوب أو طريقة عمل الفنان. يتم استخدام محفظة من قبل الفنانين لإظهار أصحاب العمل براعة من خلال إظهار عينات مختلفة من العمل الحالي. عادةً ما يعكس العمل أفضل عمل للفنان أو عمق في مجال عمل معين.
تاريخيا، كانت الأوراق تطبع وتوضع في كتاب ومع زيادة استخدام الإنترنت والبريد الإلكتروني، توجد الآن مواقع ويب تستضيف حافظات على الإنترنت متاحة لجمهور أوسع وفي بعض الأحيان، يمكن الإشارة إلى محفظة الفنان ككتاب بحث.

## التصوير
يمكن لمحفظة التصوير الفوتوغرافي التركيز على موضوع واحد، يمكن أن تكون مجموعة من الصور التي التقطت مع نوع معين من الكاميرا، في منطقة جغرافية واحدة، لشخص واحد أو مجموعة من الأشخاص فقط صور أبيض وأسود أو بني داكن، مناسبة خاصة، إلخ.
يستخدم العديد من المصورين الحقائب لعرض أفضل أعمالهم عند البحث عن وظائف في صناعة التصوير الفوتوغرافي وعلى سبيل المثال، قد يضع مصور وحفلات الزفاف كتابًا عن أفضل صور زفافهم لعرضه على الأزواج المشاركين الذين يبحثون عن مصور زفاف، قد يأخذ المصورون الصحفيون مجموعة من أفضل عملهم المستقل معهم عند البحث عن وظيفة.

## كتاب تصميم الفنان
كتاب تصميم الفنانين هو عبارة عن مجموعة من الصور الفوتوغرافية تهدف إلى إظهار نموذج أو مصور أو نمط أو خط ملابس. في بعض الأحيان يتم تكوينها لتجميع مظهر أشخاص آخرين مثل المشاهير أو السياسيين أو الاجتماعيين. هذا هو مصطلح شعبية خاصة مع المدونين الأزياء.
يمكن وصف كتب تصميم الفنانين، أو ADBs، في شكلها على الإنترنت، بأنها «يوميات أزياء» لأن المدونين يقومون بتحديثها باستمرار يوميًا أو أسبوعيًا.
من الشائع بالنسبة للمحلات أو مصممي الملابس استخدام ADB لعرض المنتجات. قد تتضمن صورًا لأنواع متعددة من الملابس والأحذية وغيرها من الملحقات من موسم أو خط.